# Мост Васко да Гама
Мост Васко да Гама је мост преко реке Тежо у Лисабону, Португал. Налази се у области Великог Лисабона (Лисабон са пригратским насељима). То је најдужи мост у Европској унији (укључујући и вијадукте), други по дужини у Европи, после Кримског моста, и осми у свету. Грађен је како би издржао земљотес јак барем као катастрофални земљотрес из 1755. године који је уништио готово цео град, дакле магнитуде потреса 7,1 по Рихтеровој скали. Изграђен је да би се смањили саобраћајни токови на мосту 25. април и да би се елиминисала потреба за пролазак кроз центар Лисабона приликом одвијања саобраћаја између северних и јужних делова земље. Изградња моста је започела у фебруару 1995. године, а завршена је три године касније. Мост је свечано отворен 29. марта 1998. године, два месеца пре отварања Светске изложбе која је прославила 500. годишњицу открића морског пута Васка да Гаме од Европе до Индије. У то време посебна пажња посвећена је утицају изградње моста на животну средину с обзиром да мост прелази преко природног парка ушћа реке Тежо које је важно подручје Европе за храњење и гнежђење водених птица. На отварању моста служена је фејжоада – ручак послужен за 17000 гостију уписан у Гинисову књигу светских рекорда.

## Опис
Мост Васко да Гама има шест саобраћајних трака са ограничењем брзине на 120 km/h, исто као на ауто-путевима, осим на једној деоници која је ограничена на 100 km/h. Током ветровитих, кишовитих и магловитих дана брзина је ограничена на 90 km/h. Број саобраћајних трака биће увећан на 8 када промет возила достигне дневни просек од 52000 возила.
Деонице моста и приступног пута:
1. Северни приступни путеви: 945м
2. Северни вијадукт: 488 m
3. Експо вијадукт: 672 m
4. Главни мост: главни распон - 420 m, бочни распони - 203м, сваки укупне дужине 829м, цементни стубови: 150 m високи, слободна висина за пловидбу при високој плими 45м.
5. Централни вијадукт 6351км, 80 монтажних делова дужине 78м, 81 стуб дубине до 95м, висина од 14 – 30м.
6. Јужни вијадукт: 3825км, 45 m секција, 84 секције, 85 стубова.
7. Јужни приступни путеви: 3895км, обухвата наплатну рампу 18 капија и два сервисна подручја.

## Изградња и цена
Пројекат вредан 1.1 милијарду долара подељен је на четири дела, а сваки је изградила друга компанија. Надгледање радова вршио је независни конзорцијум. На пројекту је радило истовремено до 3300 радника, за шта је било потребно 18 месеци припреме и 18 месеци изградње. Мост је изграђен од приватног капитала конзорцијума Лусопонте који има право да убира путарину првих 40 година на оба моста у Лисабону. Удео у капиталу Лусопонтеа је 50.4% португалских компанија, 24.8% француских и 24.8% британских. Очекивани животни век моста је 120 година будући да је прјектован да издржи јачину ветра од 250 km/h и да издржи земљотрес 4.5 пута јачи од историјског земљотреса у Лисабону из 1755. године. Најдубљи потпорни стубови пречника до 2,2 м спуштени су до 95 м испод нивоа мора. Због бриге о животној средини проширен је вијадукт на левој обали, даље ка унутрашњости како би се сачувале мочваре испод моста. Такође, стубови светиљки на мосту нагнути су према унутра како не би бацали светлост на реку испод.

## Путарина
Саобраћај у правцу севера (ка Лисабону) се наплаћује док је путовање ка југу бесплатно. Путарина се наплаћује преко наплатне рампе која се налази на јужној обали реке Тежо у близини града Монтијо. Од 2020. године путарина за путничка возила износи 2.85 евра и 12.20 за теретна возила.